# La Gilica
María del Carmen de los Reyes Torres, más conocida por el nombre de La Gilica o la Jilica (¿Marchena, Sevilla, 1866 o Écija, Sevilla, 1867? - Marchena, Sevilla, 1942), fue una cantaora flamenca a caballo entre los siglos XIX y XX, creadora de dos estilos de Soleá del cante flamenco.

## Biografía
Carmen nace a las nueve de la mañana del día 9 de diciembre de 1866 en la c/ Quemada, 60 de Marchena. Fue bautizada al día siguiente en la parroquia de San Miguel de la localidad marchenera. 
Perteneciente a una familia de herreros de caballo ecijana, afincada en Marchena. La familia flamenca que era compuesta por ella y por su hermano Juanillero y su hermana Manuela Reyes desarrollan su faceta artística en la localidad.
La Gilica se casa con Juan Jiménez, tío del guitarrista Melchor de Marchena, de la unión nacen más artistas flamencos: El seguiriyero El Cuacua, los guitarristas Miguel de Marchena y Titi del Quico, y María Engracia que cantaba por salaos. 
La Gilica de Marchena desarrolla su cante y en la Plaza Ducal nace la Soleá corta "el jaleíllo de la Plaza Arriba" cantada incluso por Antonio Mairena, además de la Soleá marchenera de carácter más solemne difundida a finales del siglo XIX por La Roezna de Alcalá de Guadaíra y cantada por artistas de la talla de La Niña de los Peines.